# Popcaan
Popcaan, artiestennaam van Andre Hugh Sutherland (Saint Thomas, 19 juli 1988), is een Jamaicaans zanger en songwriter in de muziekstijl dancehall.
Hij kende zijn internationale doorbraak in 2010 met de hit Clarks. Hierna verschenen diverse albums en singles. Hij werkte samen internationale artiesten als Drake, Pusha T, Matoma, Wale, Gorillaz en Davido. In 2016 zong hij de single I'm in control van het Britse dj-duo AlunaGeorge in.

## Discografie

### Albums
- Bay Badness (2012)
- Where We Come From (2014)
- Forever (2018)
- Vanquish (2019)
- Fixtape (2020)

### Ep's
- Link Up (2020)
- Gyalentine's (2021)

### Mixtapes
- Hot Skull, Fry Yiy, Boil Brainz (2010)
- Yiy Change Mixtape (2012)